# Charlotte Salomon
Charlotte Salomon (Berlijn, 16 april 1917 - Auschwitz, 10 oktober 1943) was een Joods-Duitse schilderes.
Als kind van geassimileerde Joodse ouders groeide zij op in Berlijn. Haar vader was arts. Haar moeder pleegde zelfmoord toen Charlotte negen was. Haar latere stiefmoeder was zangeres. Charlotte adoreerde haar.
In september 1936 werd Salomon toegelaten tot de kunstacademie. Toen zij een prijs beloofde te winnen, kwam uit dat ze Joods was en moest ze de kunstacademie verlaten.
In 1939, na de Kristallnacht, vluchtte ze op advies van haar vader en stiefmoeder naar haar grootouders die in Zuid-Frankrijk woonden. Op advies van een arts begon Salomon te schilderen. Zo ontstond de meer dan 1300 autobiografische gouaches tellende reeks Leben? oder Theater? Dit omvangrijke expressionistische kunstwerk rondde ze in 1942 af. Voor deze serie werd zij geïnspireerd door de eerste geluidfilms, zoals de film Mädchen in Uniform uit 1931 van Leontine Sagan, die de vrouwenliefde tot onderwerp had.
In het Vichy-Frankrijk waren Joden niet veilig. Samen met haar echtgenoot Alexander, een Joodse vluchteling uit Oostenrijk, werd ze op 24 september 1943 opgepakt en naar Auschwitz getransporteerd waar ze op 10 oktober 1943 werd vermoord. Zij was op dat ogenblik vijf maanden zwanger.
Voordat Salomon werd opgepakt heeft ze haar verzameling gouaches toevertrouwd aan een dokter, die het werk na de oorlog schenkt aan Ottilie Moore, aan wie het werk is opgedragen. In 1947 schenkt Moore het werk aan Salomons vader en stiefmoeder, die sinds 1939 in Nederland wonen en de oorlog hebben overleefd. In 1971 schenken zij het werk aan het Joods Historisch Museum in Amsterdam. In 2020 werd daar een expositie gewijd aan dit werk, in samenhang met film.

## Galerij

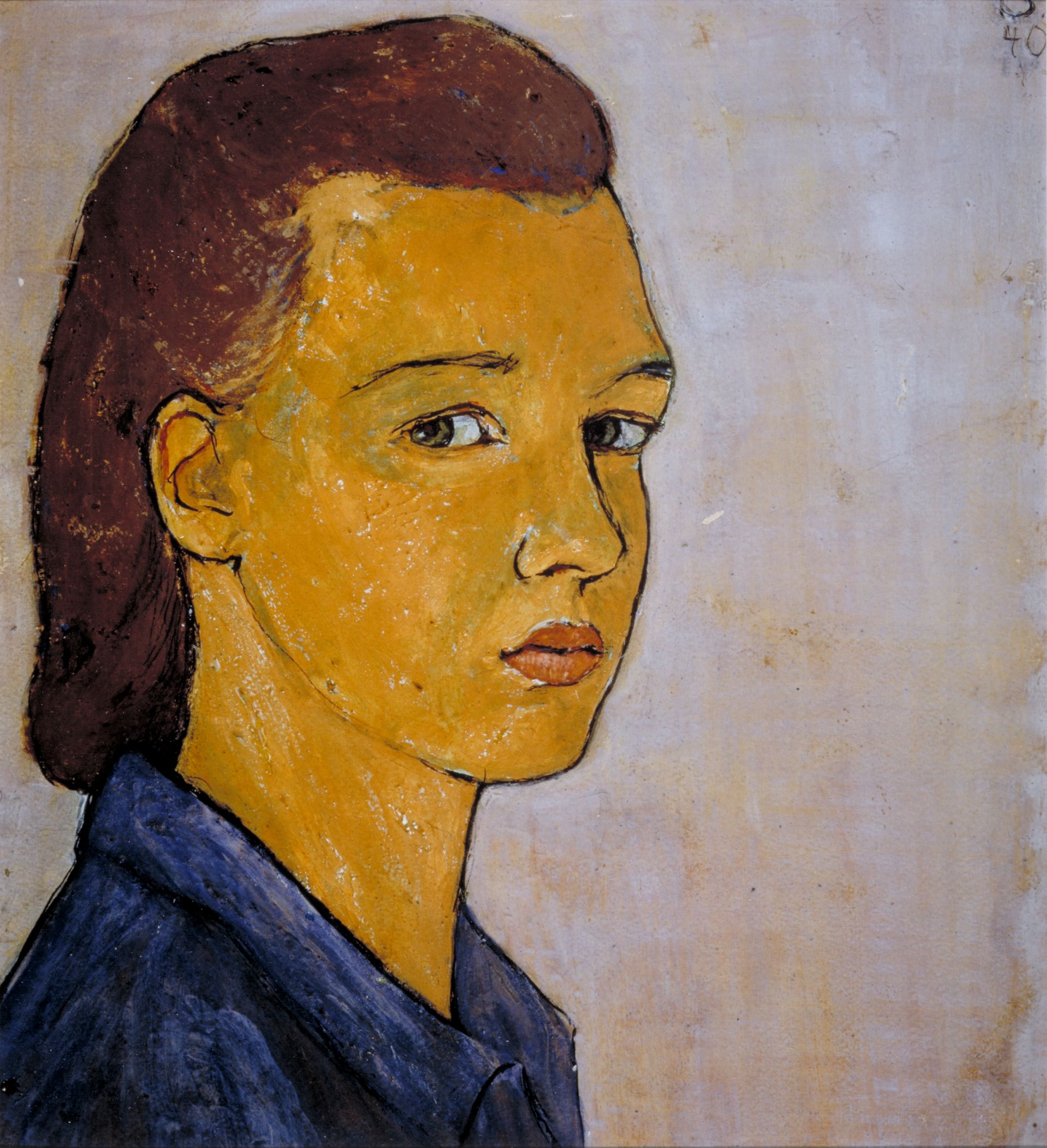
Zelfportret, 1940
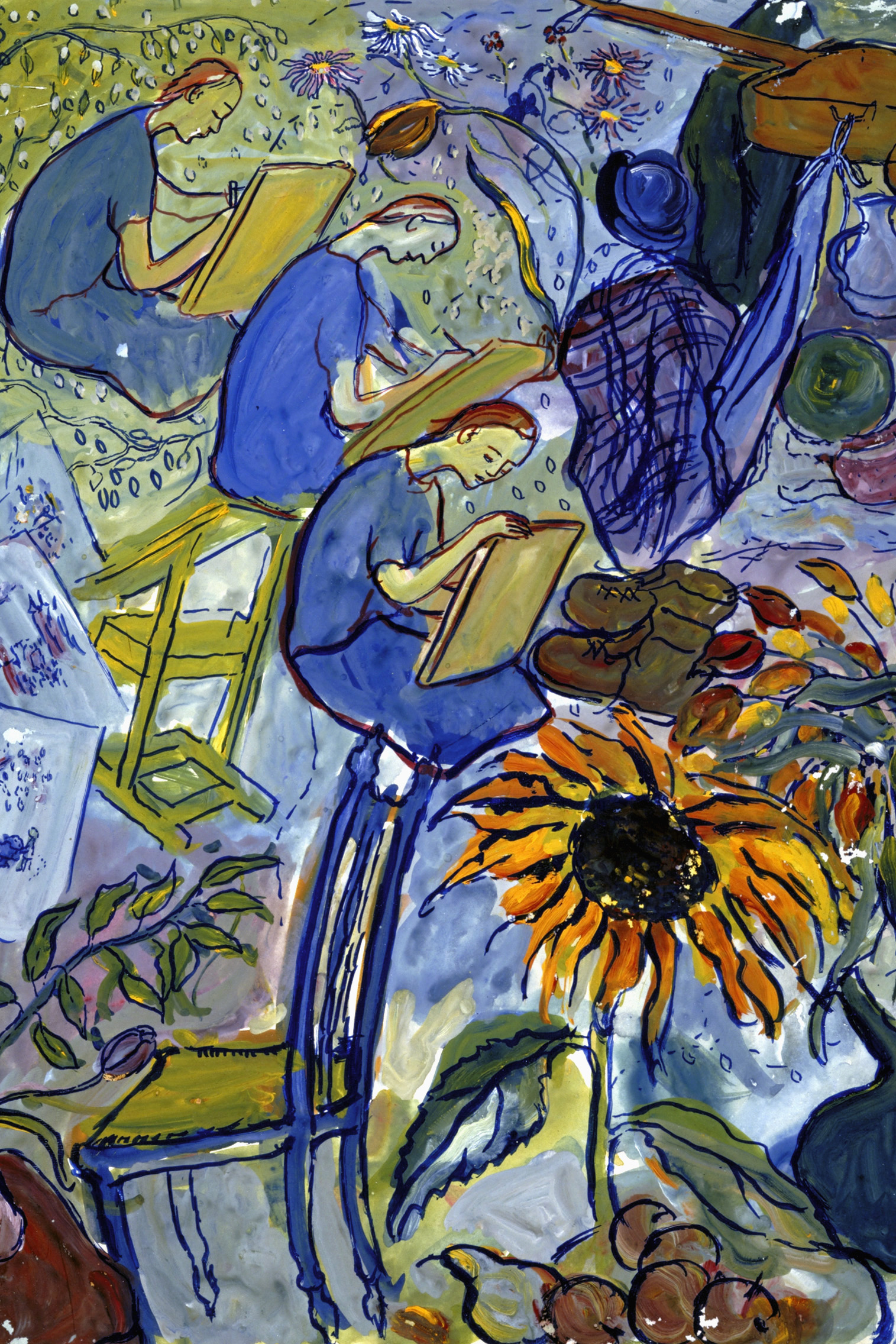
Charlotte Salomon, gouache uit Leben? oder Theater? (singspiel) (tussen 1940-1942)
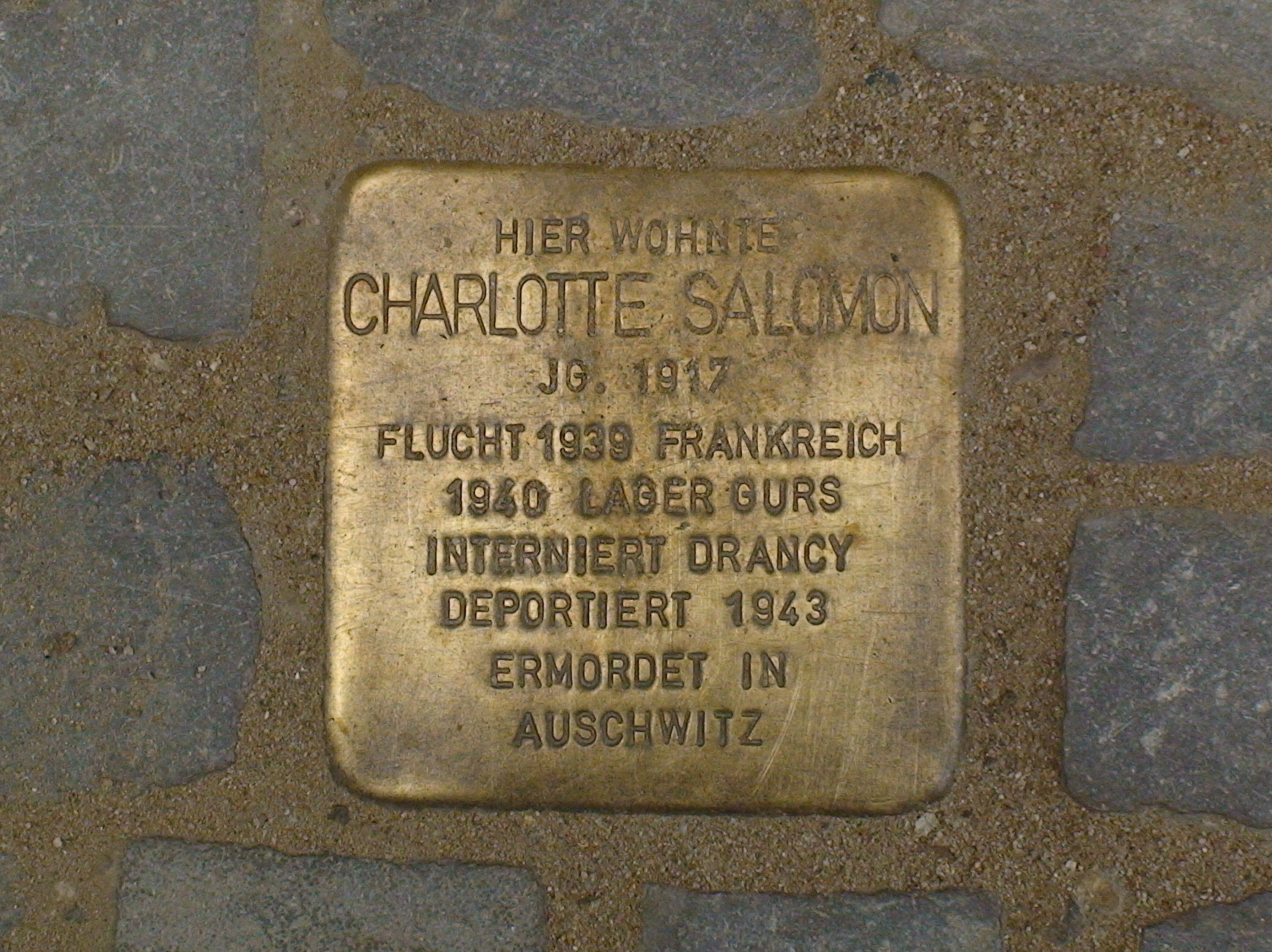
Stolperstein voor Charlotte Salomon, Wielandstraße 15, Berlin

## Tentoonstellingen (selectie)
- 1961: Museum Fodor, Amsterdam (de eerste tentoonstelling van Leben? oder Theater?)
- 1962: Dizengoff House, Tel Aviv
- 1966-67: Tentoonstellingen in Duitsland (o.a. Berlijn, Frankfurt, Dresden, Bonn, Hamburg)
- 1972: Joods Historisch Museum, Amsterdam
- 1976: Gemeentemuseum, Arnhem
- 1981: Joods Historisch Museum, Amsterdam
- 1982: Joods Historisch Museum, Amsterdam
- 1983-84: Tentoonstellingen in de VS en Canada (o.a. Berkeley, Los Angeles, Chicago, Toronto)
- 1985: Beth Hatefutsoth, Tel Aviv
- 1986: Akademie der Künste, Berlijn
- 1988-89: Tentoonstellingen in Japan (Tokio, Osaka, Yokohama en Kioto)
- 1991: Groningen, Synagoge
- 1992: Centre Pompidou, Parijs
- 1994-95: Tentoonstellingen in Duitsland en Denemarken
- 1996: Whitechapel Gallery, Londen
- 1998: Royal Academy, Londen
- 2000: Jewish Museum, New York
- 2002: Joods Historisch Museum, Amsterdam
- 2004: Städel Museum, Frankfurt
- 2010: Joods Historisch Museum (selectie door Jonathan Safran Foer, Bernice Eisenstein en Ernst van Alphen)
- 2012: Documenta 12, Kassel
- 2017: Joods Historisch Museum (de eerste tentoonstelling van Leben? oder Theater? in zijn geheel)
- 2019: Jewish Museum, Londen
- 2020: Joods Historisch Museum, Amsterdam (Charlotte in close-up. De invloed van cinema op Leven? of Theater?)

## Biografie
- 1997: To Paint Her Life: Charlotte Salomon in the Nazi Era, door Mary Lowenthal Felstiner
- 2006: Reading Charlotte Salomon, redactie door Michael P. Steinberg en Monica Bohm-Duchen
- 2013: Nothing Happened: Charlotte Salomon and an Archive of Suicide, door Darcy Buerkle
- 2014: Charlotte, door David Foenkinos
- 2017: Charlotte Salomon. Es ist mein ganzes Leben, door Margret Greiner
- 2017: Charlotte Salomon. Berlijn als inspiratie, door Katja Reichenfeld
- 2018: Charlotte Salomon and the Theatre of Memory, door Griselda Pollock